# 브로디 전투 (1941년)
브로디 전투 또는 두브나 전투, 두브노 전투, 로브노 전투, 로브노-브로디 전투(영어: Battle of Brody, 영어: Battle of Dubna, 영어: Battle of Dubno, 영어: Battle of Rovne, 영어: Battle of Rovne-Brody, 러시아어: Битва за Дубно — Луцк — Броды)는 1941년 6월 23일부터 30일까지 독소 전쟁 국경 방어전 중 우크라이나의 두브나, 로브노, 브로디 삼각지대에서 독일 1 기갑 군단과 제 3군단, 제 68군단이 소련 제 5군과 제 6군와의 전투이다. 비록 소련군은 독일 대다수의 전차를 파괴시켰으나 소련군은 매우 많은 전차를 잃었다. 이 전투는 쿠르스크 전투 전까지 가장 많은 전차가 동원된 전투로 알려졌다.

## 서막
파울 루트비히 에발트 폰 클라이스트의 1 전차 집단은 전략적 목표인 키예프를 차지하기 위해 먼저 코로스텐과 로브노를 점령하기 위해 부크강을 도하하라는 명령을 내린다. 이 군단들은 리비우-키예프 철도 노선을 점령하기 위해 리비우와 로브노 사이를 침투하고 소련 제 5군과 6군의 사이를 향해 전진했다.
미하일 키르포노스 하의 남서부 전선군은 독일 공자의 크기와 방향의 정확한 정보가 없는데도 불구하고 스탑카는 게오르기 주코프의 권위를 이용한 제3 지시의 제목으로 일방적인 반격 명령을 내렸다. 사령부 임원들의 대부분은 상황이 명확히질 때까지 방어를 유지해야 한다고 확신했다. 나중에 모스크바에서 초기 보고서를 작성한 전선군 임원 홉하네스 바그라미얀은 "모스크바에서의 첫 번째 전투 보고서는 "일반적인"과 "확실하지 않은"이라는 말로 가득했다"라고 말했다.
이에도 불구하고, 혹은 그것 때문에 제3 장군 지시 명령에서는 다음과 같이 했다.
"헝가리와의 국경을 계속 방어하면서, 5 군과 6 군은 루블린 방향으로 동심원 공격을 하고 전선군의 5개 기계화 군과 항공력을 이용하여 블리다미르-볼렌스키-키르포노스 전선군은 공세를 시작하여 적 군을 포위하고 6월 24일까지 루블린 주변부를 점령한다."
22일 밤에, 참모총장 게오르기 주코프는 니키타 흐루쇼프와 함께 남서부 전선군 사령부가 있는 테르노필로 향했고 이 명령을 수행하기 위해 우크라이나 공산당 중앙위원회 조직 부서의 전 임원이 이용되었다.

## 각 군의 배열
2,000대 이상의 전차를 가진 소련 6개 기계화 군단은 1 기갑 그룹의 측면을 통해 북쪽(소련 5 군)과 남쪽(소련 6 군)이 두브노 서부에서 남부 집단군의 독일 6군과 17군을 측면 공격할려 했다.
이를 위해서, 8 기계화 군단은 26 군의 명령을 받아 6 군 남쪽에서 N.I. 무지첸코의 6 대대 하에 있게 되었다. 이는 본질적으로 키예프를 향한 클라리스트의 공세를 남서부 전선에서 전체적인 기계화 병력으로 막는다는 것이었다.
앞의 이 사단들에 독일 보병은 빅토르 폰 슈베들러(Viktor von Schwedler)가 지휘하는 4 육군 군단의 칼-하인리히 폰 슈튈프나겔(Carl-Heinrich von Stülpnagel)이 지휘하는 17 군이 리비우-키예프 남동쪽 철도선 절단을 목적으로 전진했다.

## 각 군의 전차 수
1941년 6월 22일, 브로디 전투 당시 참여한 전차에 국한되지 않고 독일 남부 집단군과 소련 남서부 전선군의 전체 전차 수를 비교한 표이다.
| 독일 군단               | 독일 사단               | 총 독일 전차 수 | 37mm 주포 장착 전차 (38(t) 전차와 3호 전차 포함) | 50mm 또는 대형 주포 장착 전차 (3호 전차와 4호 전차 포함) |
| ----------------------- | ----------------------- | --------------- | ------------------------------------------------ | -------------------------------------------------------- |
| 3 기갑 군단 (독일)      | 13, 14 기갑 사단        | 296대           | 42대                                             | 140대                                                    |
| 38 기갑 군단 (독일)     | 11, 16 기갑 사단        | 289대           | 47대                                             | 135대                                                    |
| 45 기갑 군단 (독일)     | 9 기갑 사단             | 143대           | 11대                                             | 80대                                                     |
| 남부 집단군의 다른 병력 | 남부 집단군의 다른 병력 | 0               | 0                                                | 0                                                        |
| 총합                    |                         | 728대           |                                                  | 355대                                                    |

| 소련 군단                      | 소련 사단        | 총 소련 전차 | T-34와 KV 전차 |
| ------------------------------ | ---------------- | ------------ | -------------- |
| 22 기계화 군단 (소비에트 연방) | 19, 41, 215 사단 | 712대        | 31대           |
| 15 기계화 군단 (소비에트 연방) | 10, 37, 212 사단 | 749대        | 136대          |
| 4 기계화 군단 (소비에트 연방)  | 8, 32, 81 사단   | 979대        | 414대          |
| 8 기계화 군단 (소비에트 연방)  | 12, 34, 7 사단   | 899대        | 171대          |
| 9 기계화 군단 (소비에트 연방)  | 20, 35, 131 사단 | 316대        | 0              |
| 19 기계화 군단 (소비에트 연방) | 40, 43, 213 사단 | 453대        | 5대            |
| 16 기계화 군단 (소비에트 연방) | 15, 39, 240 사단 | 478대        | 76대           |
| 24 기계화 군단 (소비에트 연방) | 45, 49, 216 사단 | 222대        | 0              |
| (소련 서부 전선군 포함)        | 109 기갑 사단    | 209대        | 0              |
| 2 기계화 군단 (소비에트 연방)  | 11, 16, 15 사단  | 527대        | 60대           |
| 18 기계화 군단 (소비에트 연방) | 44, 47, 218 사단 | 282대        | 0              |
| 다양한 다른 사단에 있는 전차   | 소총병 사단 등   | 비포함       | -              |
| 총 합                          |                  | 5826대       | 893대          |

## 공중전
VVS 남서전선군의 항공기는 전체 전선을 따라 지상에서 대부분 파괴되었으며, 이는 독일 공격이 임박했다는 보고를 받고도 무시하라고 명령한 스탈린의 결과였다. 한 예로, 아르키펜코 중위(Arkhipenkos)의 17 전투기 연대는 전쟁 발발 3일 동안 지상에 있었으며, 연대 구성기 중 I-153 10기와 미코얀-구레비치 MiG-1 1기만 로브노 근처 예비 비행장으로 퇴각시켰다.
여전히 소련의 전투기들은 공세 지원을 위해 대다수가 살아남아 있었다. 항공전의 결과는 소련의 심각한 사상자들이 발생했다. 4 항공기군단의 JG 3은 전쟁 발발 첫 날에만 투폴르프 SB(Tupolev SB) 26기를 격추시켰다. 사상자 중에는 89 SBAF 사령관 포드폴록브니크(Podpolkovnik)도 포함되어 있었다. 불과 251 SBs는 20기의 전투기밖에 남지 않았다. 또한, 독일의 피해도 심각하여 28기가 파괴되고 23기가 파손되었다(헤인켈 He 111와 융커스 Ju 88 8기 포함).
소련 공군과 남서부 전선군 공군의 노력에 6월 22일과 24일 523번의 출격으로 폭탄 2,500개를 폭격시켰다. 독일 11 기갑사단의 15 기갑연대 지휘관인 구스타프 쉬르뒤크(Gustav Shrodek)는 "6월 24일 새벽, 연대는 러시아 폭격기의 첫 공격을 받았다. 이것은 오늘 한 번만 아니었다. 그와 완전히 반대였다. 이 결과 연대에는 몇몇 사상자가 발생했다."라고 적었다.
만약 이러지 못했으면, 독일 공군은 제공권을 장악하여 소련군을 분쇄할 것이었다.

## 동원

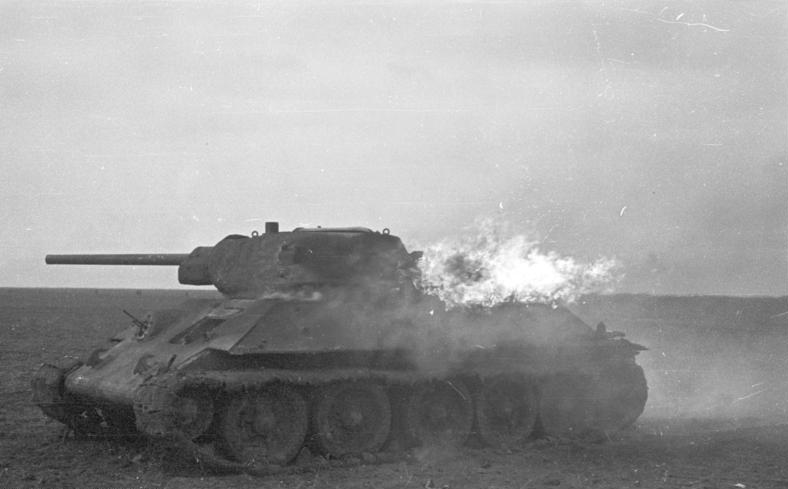
두브노 근처에서 불타고 있는 T-34 전차.

미하일 키르포노스 지휘하의 남서부 전선군은 북쪽의 5 군과 남쪽의 6 군 지휘 아래 6 차량화 군단에게 공격 명령을 내렸다. 5 군 지휘하의 콘스탄틴 로코솝스키의 9 차량화 군단과 N. V. 페크렌코(N. V. Feklenko)의 19 차량화 군단은 22 차량화 군단이 루츠크 북동쪽으로 전진하는 동안 로브노 북서부로 진출했다. 남쪽에서는 6 군 지휘하의 드미트리 라야바셰프(Dmitry Ryabyshev)의 8 차량화 군단과 카르페조의 15 차량화 군단이 브로디 남서쪽과 북서쪽으로 배치된 반면에, 안드레이 블라소프 하의 4 차량화 군단은 15 차량화 군단 왼편의 소칼(Sokal)과 라데치프(Radekhiv) 사이에 배치되었다.
이 계획은 방심한 공자를 반격하기 위한 목적으로 초기 독일군 공격 36시간 이후인 6월 23일 2200시에 독일 11 기갑 사단이 후방의 지원군으로 인해 교두보를 형성하기 전 공격하는 것으로 결정났다.
소련 군단 지휘관은 초기 독일군의 공격으로 인한 손실 충격과 통신 혼란, 독일 공군에 의한 지속적인 공격으로 고통받고 있었으며 교통 수단의 부족과 독일군의 전진으로 인해 수많은 난민과 퇴각군이 도로들을 점령하면서 도로는 엄청난 정체를 빚고 반격 세력이 제대로 진출할 수 없게 되었다.
전선군 본부와 각 군 사이의 명령 통신은 일반적으로 원활했지만, 민간 전화 및 전선 네트워크에 의존했기 때문에 일선 부대 통신은 심각하게 손상되었다. 독일 공병, 항공 공격, 심지어는 우크라이나 민족주의 게릴라는 원하는 결과를 얻기 위해 적극적으로 행동했다. 야간동안의 작전 동안, 많은 소련군의 최전선 지휘관은 자신의 군을 잃었고, 이것은 소련군의 명령 및 제어 체계에 영향을 주었다. 한 예로, 41 전차 사단과 22 기계화 군단의 사령관은 전쟁 이전 계획을 따른 새로운 지침으로 자신의 군단과 사단을 코벨로 이동시켰고 이 결과 사단을 전선 멀리 이동시키는 결과를 가져왔다.
또 다른 문제는 기계화 군단의 보병 장비와 교통 수단의 부족이었다. 이들은 오직 이름으로만 "기계화"되었다. 대부분의 사단들은 자신의 교통 수단을 이용하여 일부 완료하였다. 개별 군단 지휘관들은 병력들을 집결 장소에 모이게 하는 문제를 즉석에서 해결책을 내놓아야만 했다.
로코스보스키는 세페디브카(Shepetovka)에서 트럭 200대를 징발하는 대 성공하지만, 여전히 많은 보병들이 이용해야 할 전차가 부족했다. 그럼에도 불구하고, 트럭은 중요한 군수품 및 장비를 운반하는데 사용되었기 때문에 많은 보병은 걸어가야 했다. 한 예로, 22 기계화 군단의 중포병은 트랙터가 뒤로 당기면서 끌고가야만 했다. 19 기계화 군단의 지휘관은 계속 보병과 전차 군단을 행진으로만 전진함으로써 보병이 뒤처지자 기갑 사단은 보병 지원 없이 전선에 참여하게 되었다. 8 기계화 군단의 지휘관인 라비셰프도 포격 이후 상당히 느린 트랙터를 이용하여 전체 군을 움직여야만 했다.
"열들은 최고 속도로 움직이고 있었다. 불행하게도, 트랙터 견인 군단 뒤의 포병이 심각하게 뒤처지고 있었으며, 속도의 차이로 인해 전체 군의 농도를 엹게 만들고 있었다."— 8 기계화 군단 지휘관, 라비셰프

이러한 합병증은 6월 22일부터 24일 사이 독일군이 돌출부를 급속하게 전진하면서 소련군 지휘관을 무력함과 함께 드러났는데, 대표적으로 8 기계화 군단은 집결 지점에 대한 3가지 중요한 지침으로 6 군의 새 지휘관이 받고 6월 24일 또 다시 전선군에게 새로운 명령을 받은 이후 군단이 브로디로 진군하기 전에 여러번 길을 왔다갔다 했다.
나중에, 8 기계화 군단 사령관인 D. I. 라제셰프(D. I. Ryabyshev)는 다음과 같은 말을 남겼다.
"6월 25일 정오 정도에, 군단이 브로디 북서쪽으로 배치되었다. 약 500km를 행진하는 동안, 군단은 오래된 전차가 절반이나 손실되었고 적의 공습과 기계적 고장, 포병과 대전차병의 공격으로 인한 손실이었다. 여전히 남아있는 전차도 유지보수가 필요하며 장거리 운행을 할 수 없었다. 따라서, 심지어 반격이 시작하기 전에 이미 군단은 심각하게 약화되어 있었다."

원래 야심찬 공격 계획은 6월 24일 0400시에 하기로 되었지만 병력 집결 등의 문제로 인해 6시간 늦쳐줬다.
이 결정은 전쟁이 시작된 지 48시간이 지난 6월 23일 저녁에 이루어졌으며, 독일 11 기갑 사단은 이미 16 기갑 사단을 따라 소련 영토 40마일을 진군한 뒤였다. 독일 14 기갑사단과 13 기갑사단은 이미 스탸르 강(Styr River)을 도하할 목적으로 루츠크로 가는 도로를 따라 전진하고 있었고 독일 298 보병사단, 44 보병사단, 299 보병사단은 이들을 따라 전진하고 있었다.
심지어 지연된 반격 작전은 제안된 병력은 이틀 내로 모일 수 없었기 때문에 적은 병력으로 시작되었다. 4, 8, 9, 19 기계화 군단은 보병 지원을 멀리한 채 계속 진군하였다.
키리포로스의 참모 총장인 장군 막심 푸르카예프(Maksim Purkayev)은 남서부 전선군의 정치위원 니콜라이 바샬긴(Nikolai Vashugin)에게 이 점을 설명했지만 바샬긴과 주코프의 말이 승리했다. 공격은 지연 없이 시작되었다. 오직 남부 15 기계화 군단의 2개 전차 사단과 북부 22 기계화 군단의 1개 전차 사단만 24일 공격 위치에 있었다.

## 소련군의 반격
4, 8, 15 기계화 군단에는 T-34 및 KV 전차 등의 강력하고 주목할만한 병력으로 3개 위치에 배치되었다. 사실 남부에서만 1941년 생산된 1600대의 전차 중 717대의 전차가 몰려 있었다.(서로 다른 종류의 전차 포함)
전투를 통해, 이 계획의 의도된 바와 각 군단의 정확한 역할 및 규모는 잘못 전달되었거나 아예 전달되지 않았다. 지휘관 중 하나(라바셰프)는 다음과 같이 적었다. "군단의 전투 서열은 자신의 작전 목표에 맞게 되어있지 않았다." 각 작전을 위한 조율을 위해 각 군단 사이의 통신은 기하급수적으로 많아졌고, 따라서 각각 군단간 반격 설명은 다르게 적어졌다.

### 10 전차 사단
소련 10 전차 사단은 15 기계화 군단 아래 있었다. 1941년 6월 22일 라데체프(Radekhiv)에서 독일 보병에 의해 전차 2대를 잃었다. 다음 날에는 독일 독일 11 전차사단이 진군했고 전투 동안 독일 전차 20대가 파괴되었고 6대의 T-34 전차와 20대의 BT 전차를 잃었다. 이 사단은 탄약 부족으로 인해 순차적으로 후퇴하였다. 6월 26일, 라데체프 근처에서 보병 사단에 의해 독일 전차 23대가 파괴되었고 13대의 KV 전차와 12대의 BT-7 전차가 파괴되었다.

### 15 기계화 군단
15 기계화 군단은 136대의 T-34 전차와 KV 전차를 포함해 총 749대의 전차가 있었다. 군단은 라데체프-브로디-부르스크 삼각지대 내에서 일치된 일련의 행동을 보내는 동안 무질서하게 전진하는 전투를 하고 있었다. 10 전차 사단의 앞서 언급한 2개의 전투를 제외하고 나머지 사단은 전투를 하지 않았다. 7월 7일 소련 국경 300km 내의 브레조브카(Berezovka)에서 전체 전차의 9%만 남았다고 보고했다.

### 22 기계화 군단
6월 24일 군단은 비네스캬(Viinytsya)를 공격했다. 6월 29일 군단은 원래 수의 19%만 남았다고 보고했다. 7월 1일 1개 연대의 두브노 공격이 실패했다. 7월 15일 22 기계화 군단은 오직 4%의 전차만 남았다.

### 19 기계화 군단
6월 26일 19 기계화 군단은 두브노 북부를 공격했지만 몇 km를 앞두고 전진을 중단했다. 6월 29일 군단은 453개 전차에서 32개 전차만이 남았다.

### 8 기계화 군단
라베셰프의 8 기계화 군단은 6월 25일 마침내 전선에 도착했다.
1941년 6월 26일, 8 기계화 군단의 브로디-브레스테체코(Berestechko)의 독일 11 기갑사단 일부를 성공적으로 공격했다. 준비와 공격의 어려움에도 불구하고 소련 공격은 초기에는 일정 기간 동안 성공적이었으며 독일군의 집결 장소 이동을 방해했다. 그래서, 독일군은 급하게 독일 48 기갑군단과 대전차 무기로 무장한 오토바이 부대를 이용하여 막아야만 했다.
나중에 8 기계화 군단은 니코라이 포펠(Nikolai Popel) 그룹과 라베셰프 그룹으로 나뉜다.

#### 인민 그룹
이 그룹은 100대 이하의 T-34 전차와 KV 전차를 포함하여 총 300대의 전차가 있었다. 6월 27일, 인민 그룹은 독일 11 기갑사단 근처를 기습하고 두브노의 전략적으로 중요한 도로 교차점을 점령했다. 이 때 독일 11 기갑사단의 선봉 보급선을 차단하여 소비에트 연방은 가장 성공적인 결과를 보여주었다. 그러나, 인민 그룹과 통신하여 보급품을 받고 보수를 하는 대신 소비에트 사령부의 명령을 받지 못했다. 그룹이 두브노에서 대기하고 방어 준비를 하면서 전략적 우위를 잃었다.
이 상황은 독일 최고 사령부에서 "위기"로 보여졌다.
남부 집단군의 1 기갑 그룹은 좌측에서 치열한 전투를 벌이고 있었다. 소련 8 기갑 사단은 우리 전선을 깊게 침공하여 현재 우리의 11 기갑사단 후방에 있다. 이 침투는 우리 후방의 두브노-브로디 삼각지대를 교란하고 있다. 적은 두브노 남서쪽을 위협하고 있다 ... 또한 적은 1 기갑 그룹의 후방 몇몇개 기갑 그룹을 공격하고 있으며 이는 상당한 거리를 커버하고 있다.— 독일 장군 프란츠 할더의 일기 중

6월 28일 독일군은 엄청난 병력을 모았다. 인민 그룹은 16 차량화사단, 75 보병사단, 그 외 2개 보병사단, 16 기갑사단의 공격에 직면했다. 두브노에 포위된 인민 그룹은 7월 1일까지 계속 저항했다.

#### 라바셰프 그룹
이 그룹은 T-34 46대와 KV 전차 46대를 포함한 총 303대의 전차가 있었다. 6월 28일 포폴을 따르는 그룹은 독일 57 보병사단과 75 보병사단 뿐 아니라, 16 기갑사단을 만나고 공격했다. 이 공격은 실패했고 소련군은 빠르게 후퇴했다. 7월 1일 테르노필의 라바셰프는 T-34 31대와 KV 전차 43대를 포함한 총 207대의 전차가 남았다고 보고했다. 더 이상 전투를 할 수 없었던 8 기계화 군단은 코지아첸(Koziatyn)으로 이동했고 7월 7일에는 전쟁 전의 5%만 남은 43대의 전차만 남았다고 보고했다.

### 4 기계화 군단
안드레이 블라소프 하의 4 기계화 군단은 T-34 전차 313대와 KV 전차 101대를 포함한 903대의 전차를 보유하고 있었으며 우크라이나에 배치된 군단 중 가장 강한 병력이었다. 명령에 천천히 반응하여 조기에 집결 장소에 모이는 데 실패했다. 6월 28일 독일 보병의 공격으로 15 기계화 군단과 함께 후퇴했다. 공격하지 않고 공격받았지 않았음에도 불구하고, 7월 12일 군단은 KV 전차 6%, T-34 12%, 경전차 4%의 병력만 남았다.
이 외에도, 더 이상 이 전투에 소비에트 연방의 반격은 없었다.

## 전투 이후
1 기갑 군단은 두브노 주변의 전투 이후 매우 큰 피해를 보았으나, 그럼에도 불구하고 전투를 계속할 수 있는 병력을 갖추었다. 소련군은 대부분 비작전 전투 병력의 매우 큰 손실을 입게 되었다. 이 전투의 성공은 소련의 반격은 놀라워서 매우 지연되었으나 독일이 계속 공세를 할 수 있게 하였다.

## 참고 자료
- Lieutenant General D.I. Ryabyshev. 《On the role of the 8th Mechanized Corps in the June 1941 counteroffensive mounted by the South-Western Front》. 2015년 4월 13일에 원본 문서에서 보존된 문서. 2013년 2월 16일에 확인함.
- Bergström, Christer (2007). Barbarossa - The Air Battle: July–December 1941. London: Chervron/Ian Allen. ISBN 978-1-85780-270-2.
- Deichman, Paul, Spearhead for Blitzkrieg:Luftwaffe operations in support of the Army 1939-1945, Alfred Price ed., Ivy Books, New York, 1999
- Haupt, Werner (1997). Army Group Centre: The Wehrmacht in Russia 1941-1945. Schiffer Military History. Atglen. ISBN 0-7643-0266-3